# Minjay
Minjay – gewog we wschodnim Bhutanie, jeden z ośmiu w dystrykcie Lhünce. Zajmuje powierzchnię 138 km². W 2005 był zamieszkany przez 1382 osoby. Gęstość zaludnienia wynosiła 10,0 os./km². Dzieli się na 5 chiwogów, które są trzeciorzędnymi jednostkami podziału administracyjnego Bhutanu i pełnią funkcję obwodów wyborczych: Amdrangchhu Zham, Boodur Kupinyalsa, Chusa Legshogang, Draaggong Jalang i Minjey Wangzhing.

## Położenie
Jednostka położona jest w południowo-wschodniej części dystryktu. Jej wschodnia granica jest jednocześnie granicą dystryktu Lhünce z dystryktami Jangce i Monggar. Sąsiaduje z pięcioma gewogami:
- Khoma na północy,
- Tongzhang i Sherimung na wschodzie,
- Tsenkhar na południu,
- Menbi na zachodzie.

## Demografia
Według bhutańskiego National Statistics Bureau struktura płciowa w 2005 roku kształtowała się następująco: 47,2% ludności stanowili mężczyźni, przy 52,8% kobiet. Mieszkańcy gewogu reprezentowali 9,0% całkowitej populacji dystryktu.